# The Ambulance
The Ambulance (Alternativtitel Ambulance) ist ein US-amerikanischer Thriller aus dem Jahr 1990. Regie führte Larry Cohen, der auch das Drehbuch schrieb.

## Handlung
Der Comic-Zeichner Josh Baker lebt in New York City. Er lernt auf einer Straße eine Frau kennen, die ohnmächtig wird. Sie wird in einem Rettungswagen mitgenommen. Als Baker sie im Krankenhaus besuchen will, stellt er fest, dass sie niemals eingeliefert wurde. Ähnliche Fälle mehren sich – die Frauen haben gemeinsam, dass sie unter Diabetes leiden. Baker und der Polizist Spencer ermitteln. Es stellt sich heraus, dass die Frauen entführt wurden, um für illegale medizinische Experimente zu dienen. Sandra, die Assistentin von Lt. Spencer und Josh Baker entdecken eine geheime Krankenstation, wo eine Arzt Experimente an Diabetikern durchführt.

## Produktion, Hintergrund, Veröffentlichung
Der Film wurde in New York City gedreht.
Für Kevin Hagen, bekannt als Dr. Hiram Baker aus der Familienserie Unsere kleine Farm, war es sein letzter Auftritt in einem Film.
Nach der Premiere am 22. März 1990 in New York City kam der Film am 31. März 1990 in die Kinos der USA und am 30. August 1990 in die deutschen Kinos.

## Rezeption

### Kritik
Der Filmdienst schrieb, der „Horror-Thriller“ sei „reichlich konstruiert, aber unterhaltsam“. Er erzeuge „mit einem Minimum an Action eine ‚altmodische‘ Spannung“.
Die Zeitschrift Cinema schrieb, der Film sei „auch für mittelstarke Nerven geeignet“. Seine Handlung erinnere „an den legendären TV-Thriller ‚Fleisch‘ von Rainer Erler“.

### Auszeichnung
Der Film wurde im Jahr 1994 in der Kategorie Best Genre Video Release für den Saturn Award nominiert.